# Leonard McCoy

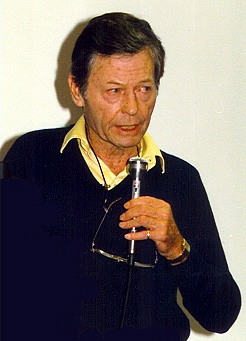
DeForest Kelley la o Convenție Star Trek din Florida, 1988.

Leonard H. „Bones” McCoy este un personaj fictiv din franciza Star Trek. A fost interpretat prima oară de actorul american DeForest Kelley în Star Trek: Seria originală. McCoy apare și în seria Star Trek: Seria animată, în șapte filme de lung metraj Star Trek, în episodul pilot din Star Trek: Generația următoare și în numeroase cărți, benzi desenate și video jocuri. Karl Urban a interpretat acest rol în filmul din 2009 Star Trek.